# Burgstall Bäckerberg
Der Burgstall Bäckerberg ist der Rest einer hochmittelalterlichen Turmhügelburg (Motte) der Herren von Adelzhausen im Landkreis Aichach-Friedberg in Bayerisch-Schwaben. Das Bodendenkmal wurde bereits im 19. und frühen 20. Jahrhundert durch Sandabbau weitgehend beseitigt.

## Geschichte
Die Motte auf dem Bäckerberg östlich von Adelzhausen entstand im 13. Jahrhundert als Nachfolgebau einer älteren Turmhügelburg im Ort (heute Hauptstraße 13). Dieser Burgstall ist auf der Uraufnahme der Flurkarte NW 11-14 (1811) als typischer, runder Erdkegel einer hochmittelalterlichen Motte dokumentiert (Burgstall Adelzhausen). 
Die Herren von Adelzhausen erscheinen erstmals um 1210 in Donationsbuch des Klosters Indersdorf als Dienstmannen der aufstrebenden Wittelsbacher. Die Pfalzgrafen fungierten damals als Schutzvögte über die Besitzungen des Bistums Freising. In Adelzhausen hatte der Ortsgründer Adalhelm bereits Ende des 8. Jahrhunderts seine Güter der Freisinger Kirche übereignet. 

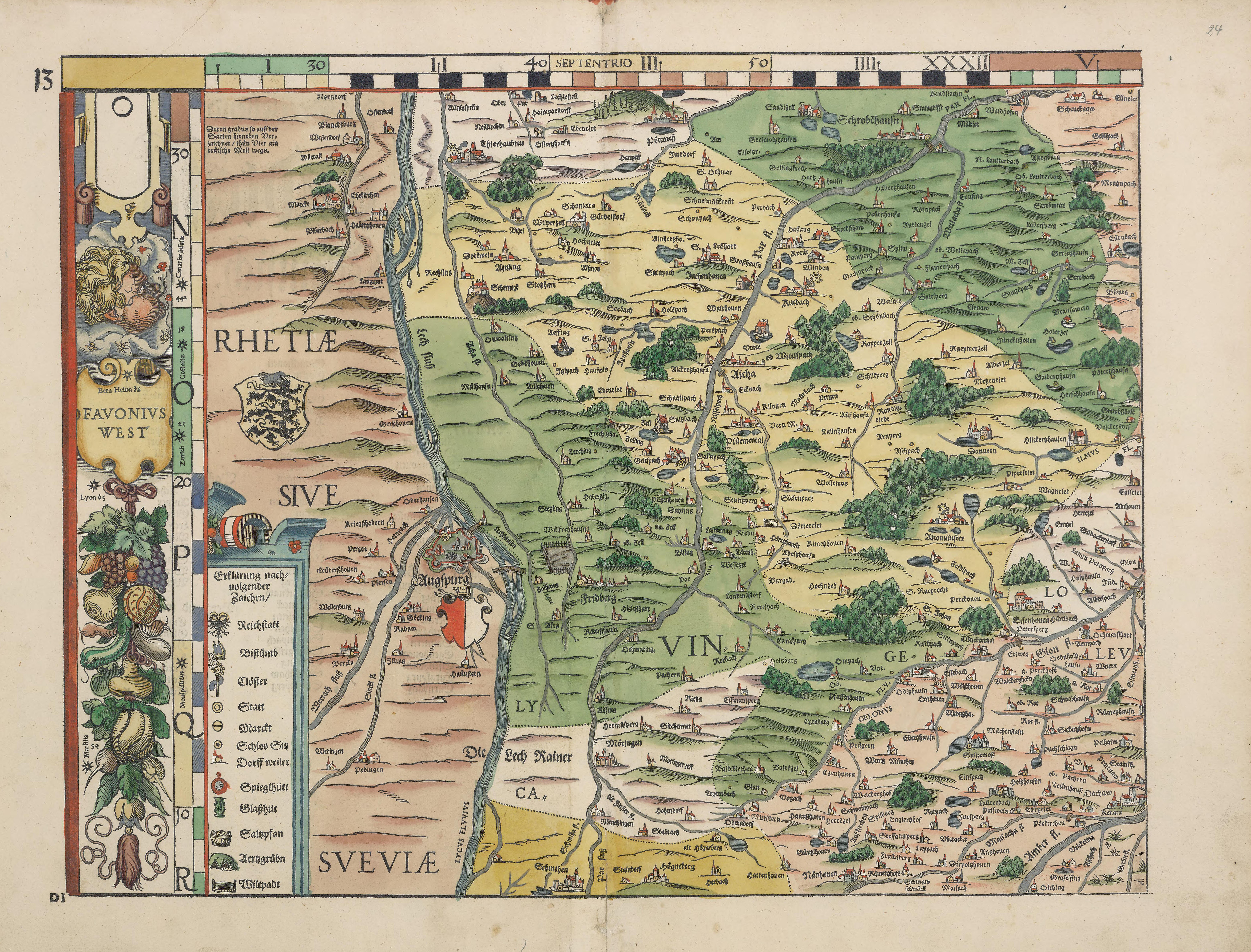
Landtafel von Philipp Apian mit Adelzhausen

Als die Freisinger Güter zu Adelzhausen im 13. Jahrhundert in andere Hände übergingen, verlegten die Herren von Adelzhausen ihren Ansitz auf den nahen Bäckerberg, der früher Petersberg bzw. Birkenberg genannt wurde. Bereits in der Mitte des 14. Jahrhunderts gaben die Adelzhauser die Burg jedoch wieder auf. 1360 verkaufte Martin Adelzhauser seinen „Burchstal“ mit dem zugehörigen Wald an seinen Vetter Reinbot IV. Als Kaufpreis wurden 9 Pfund Pfennig festgelegt. Die Bezeichnung „Burgstall“ meinte damals eine Ruine. Diese Ruine erscheint 1568 auf Blatt 13 der Bayerischen Landtafeln Philipp Apians.

## Beschreibung
Auf der Flurkarte von 1811 erkennt man noch die zweiteilige Anlage der Veste. Die Hauptburg lag im Westen, östlich war die Vorburg angelegt. Beide Burgteile waren von einer ovalen Grabenanlage umgeben. Die Hauptburg scheint wie die Vorgängerburg auf einem Turmhügel gelegen zu haben. Quellen von 1862 bzw. 1895 berichten von einer etwa 10 bis 12 Meter hohen, länglichen Erdpyramide mit abgestumpften Ecken und nahezu kreisrundem Gipfelplateau. Eine ganz ähnliche Hochmotte hat sich im nahen Kissing bis heute erhalten (Burgstall Kissing).
Bereits gegen 1910 war der Burgstall bis auf Reste verschwunden. Von Osten hatte man die Anlage zur Sandgewinnung nahezu vollständig abgegraben. Heute künden nur auf der Südwest- und Nordwestseite baumbestandene Randwälle von der Burg auf dem Bäckerberg.
Der Wirtschaftshof (Sedelhof) der Burg lag ursprünglich etwa 200 Meter südlich auf dem gleichen Höhenrücken. Nach der Aufgabe des Ansitzes verlegten die neuen Besitzer den Hof hinunter nach Adelzhausen. Die Burgmühle befand sich zwischen Burg und Dorf an der Ecknach (heute Flurstraße 35).
1982 veröffentlichte der Heimatforscher Sebastian Medele einige Rekonstruktionszeichnungen der beiden Burganlagen in der Festschrift 1200 Jahre Adelzhausen und im Aichacher Heimatblatt (30). Diese Zeichnungen sind jedoch freie, idealisierende Interpretationen, die nicht auf archäologischen oder archivalischen Befunden beruhen. 
Das Bayerische Landesamt für Denkmalpflege verzeichnet das Bodendenkmal als mittelalterlichen Burgstall unter der Denkmalnummer D 7-7632-0015.